# کونکو

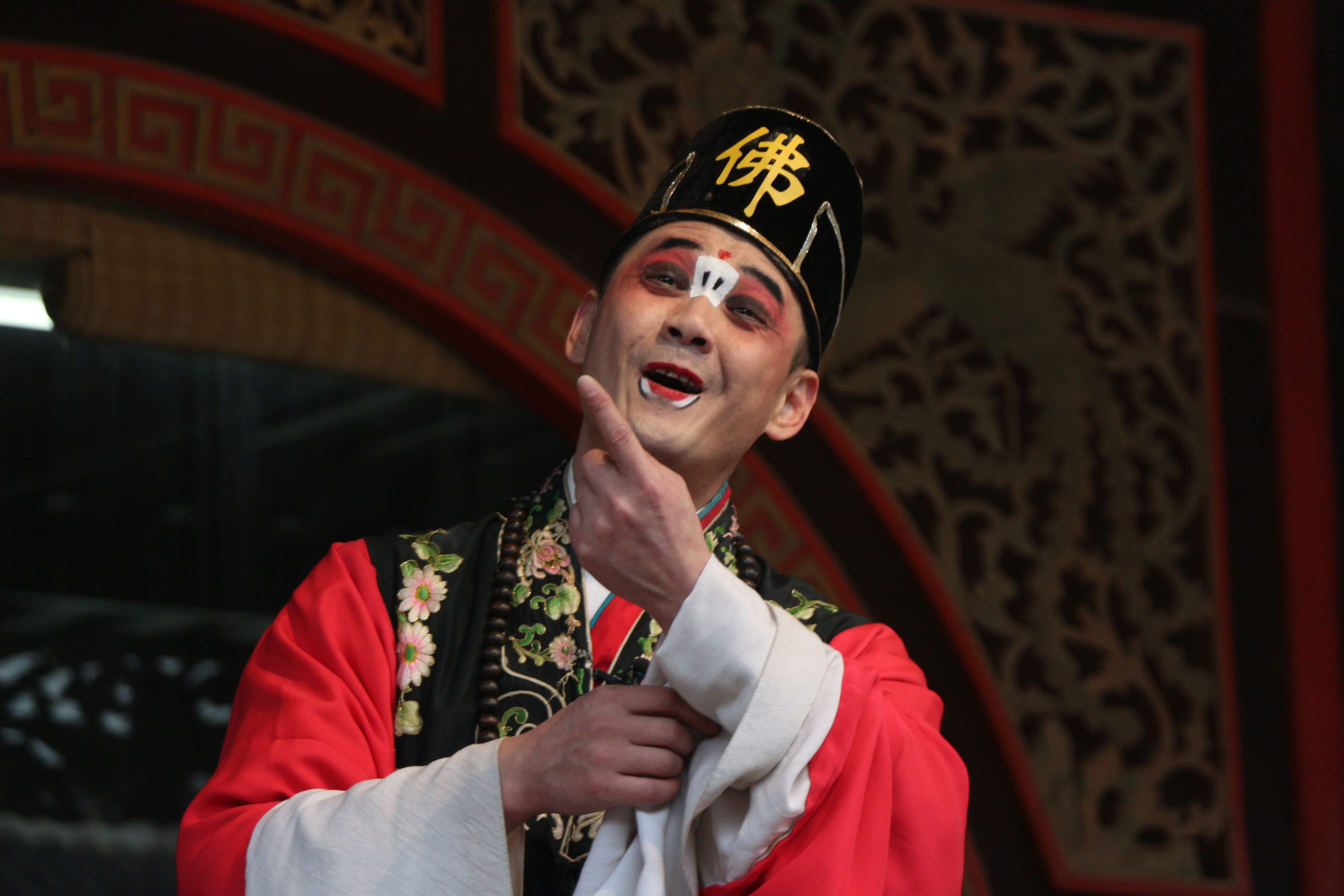

کونکو (به چینی: 崑曲) که با نام‌های کونجو، کوون‌چو یا اپرای کون نیز شناخته می‌شود، یکی از قدیمی‌ترین فرم‌های موجود از اپرای چینی است. کونکو یکی از قدیمی‌ترین اپراهای سنتی ملیت هان است و همچنین گنجینه‌ای از فرهنگ و هنر سنتی چین، به ویژه هنر اپرا است. این ملودی از ملودی محلی کونشان تکامل یافت و بعداً از قرن ۱۶ تا ۱۸ بر تئاتر چین تسلط یافت. این سبک از منطقه فرهنگی وو سرچشمه گرفته‌است.
از سال ۲۰۰۱ کونکو به عنوان یکی از شاهکارهای شفاهی و ناملموس میراث بشری توسط یونسکو ثبت شده‌است. از اواسط سلسله مینگ، وی لیانگ فو تنها رهبر اپرای چینی برای نزدیک به ۳۰۰ سال بوده‌است. در سال ۱۳۸۵ در اولین فهرست میراث فرهنگی ملی قرار گرفت و در سال ۲۰۰۸ در فهرست آثار نماینده میراث فرهنگی بشریت گذاشته شد. در دسامبر ۲۰۱۸، اداره کل وزارت آموزش و پرورش اعلام کرد که دانشگاه پکن پایگاهی برای میراث فرهنگ سنتی چینی در کونکو است.
کونکو از طبل و تخته استفاده می‌کند تا ریتم آواز را کنترل کند، با فلوت کیو، سه سیم و غیره به عنوان ساز اصلی همراه است و تلفظ آواز آن "Zhongzhou Rhyme" است.